# كيفن جونز (سياسي)
كيفن جونز (بالإنجليزية: Kevin Jones)‏ هو سياسي أمريكي، ولد في 19 ديسمبر 1974. حزبياً، نشط في الحزب الجمهوري. وقد انتخب عضو مجلس نواب كنساس.

## وصلات خارجية
- الموقع الرسمي